# Bianco, Kalabrien
Bianco är en ort och kommun i storstadsregionen Reggio Calabria, innan 2017 provinsen Reggio Calabria, i regionen Kalabrien i Italien. Kommunen hade 4 274 invånare (2017).